# Nigar Şıxlinskaya

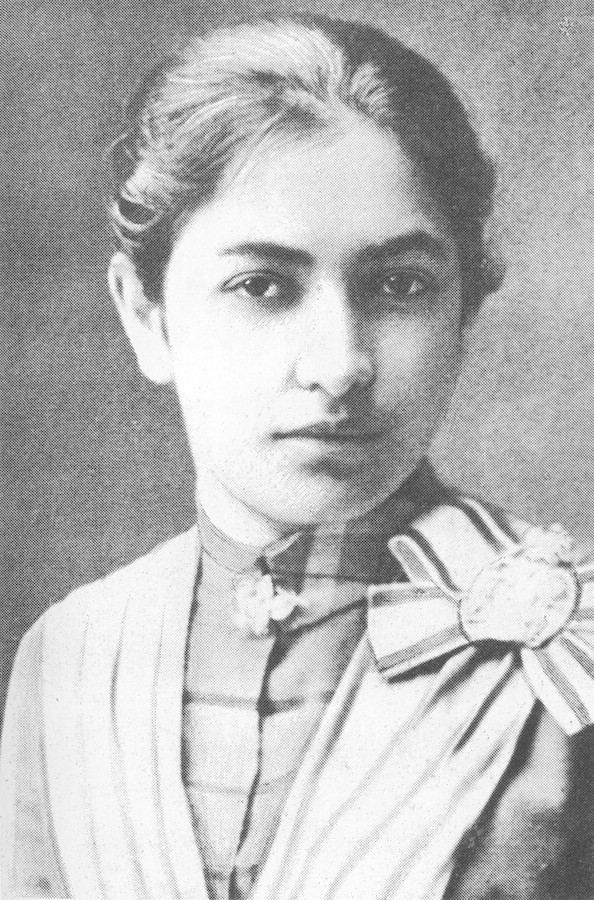
Nigar Şıxlinskaya

Nigar Hüseyn Əfəndi qızı Şıxlinskaya  (geb. Qayıbova, russisch Нигяр Гусейн Эфенди гызы Шихлинская; * 10. Oktober 1878 in Tiflis, Gouvernement Tiflis, Russisches Kaiserreich; † 12. August 1931 in Baku, AsSSR) war die erste aserbaidschanische Krankenschwester, die erste aserbaidschanische Frau mit einer Hochschulausbildung und Vorsitzende des Frauenkomitees für die medizinische Versorgung der Verwundeten im Ersten Weltkrieg.

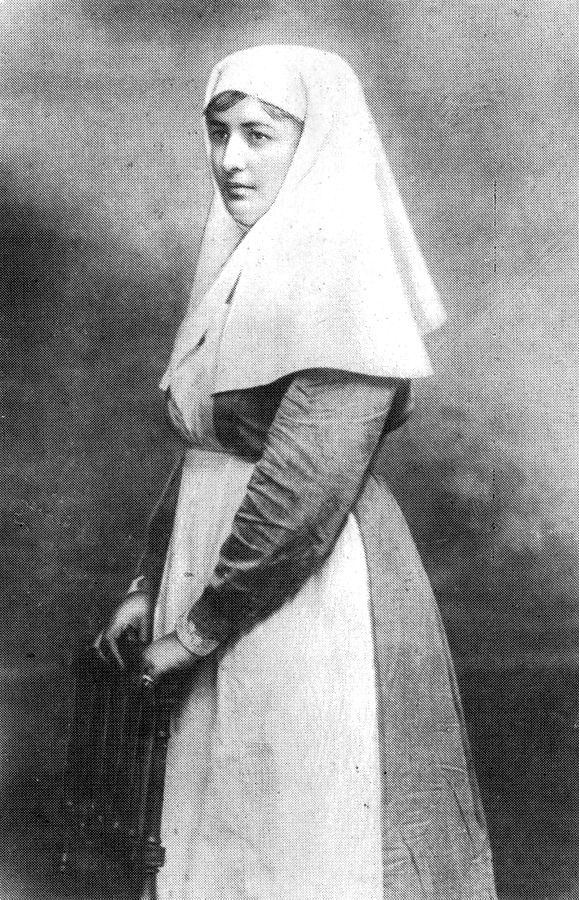
Krankenschwester Nigar Şıxlinskaya, 1914

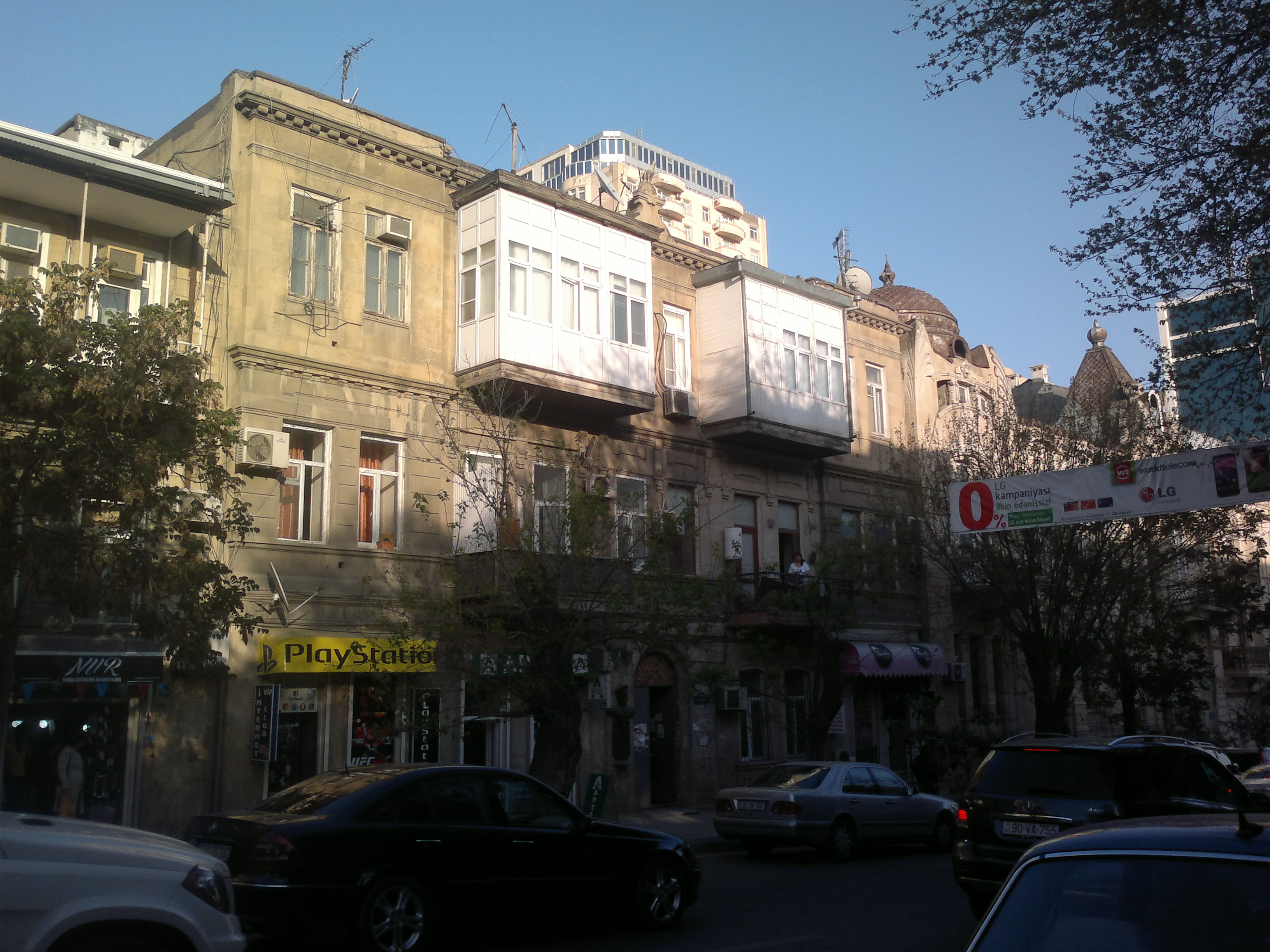
Das Haus in Baku, in dem das Ehepaar Şıxlinski lebte.

## Leben
Şıxlinskaya wurde am 10. Oktober 1871 in der Familie von Mirzə Hüseyn Əfəndi Gayıbov geboren, dem Mufti des Südkaukasus. Die angesehene Stellung ihrer Familie in der Gesellschaft ermöglichte es ihr, wie auch anderen Geschwistern, eine gute Ausbildung zu erhalten: Nach dem Abschluss des Gymnasiums in Tiflis absolvierte sie 1889 als erste aserbaidschanische Frau das Transkaukasische Frauenkolleg in Tiflis und erhielt die Goldmedaille. Neben ihrer Muttersprache Aserbaidschanisch sprach sie auch fließend Russisch, Französisch, Arabisch und Persisch.
Sie heiratete zunächst Dərviş Bəy Palandarov aus der georgischen Adelsfamilie Palawandischwili, wurde aber nach dem Tod ihres Mannes 1907 Witwe. 1909 kam Oberst Əliağa Şıxlinski nach Tiflis, um sich mit seinen Verwandten zu treffen. Dort begegnete er seiner ersten Liebe Nigar erneut. Am 27. Oktober 1909 heiratete sie den berühmten aserbaidschanischen Kommandanten Şıxlinski und das Paar kehrte nach Zarendorf (Zarskoje Selo) zurück.
Als der Erste Weltkrieg begann, organisierte Şıxlinskaya zusammen mit 45 Ehefrauen von Offizieren der Artillerieschule die Rotkreuzorganisation. Als Leiterin der Organisation verbrachte sie Tage und Nächte im Krankenhaus, schrieb Briefe auf Russisch, Tatarisch und Kasachisch an Angehörige der Verwundeten. Zu Beginn des Krieges 1914 hatte die Zeitung Русский инвалид den Appell von Şıxlinskaya an die Frauen Russlands veröffentlicht mit dem Aufruf, den Geist ihrer kämpfenden Männer zu unterstützen. Sie war auch die Vorsitzende der 1914 gegründeten Frauenwohltätigkeitsgesellschaft. Əliağa Şıxlinski kehrte 1918 in den Kaukasus zurück. Nach ihrer Rückkehr nach Baku schrieb sie Artikel über aserbaidschanische Literatur und Sprache in der Zeitung Yeni Fikir.
Am 10. März 1920 wurde auf Initiative von Əliağa Şıxlinski und Fətəli Xan Xoyski die Aserbaidschanische Rothalbmondgesellschaft gegründet. Nigar Şıxlinskaya wurde die erste Vorsitzende der Aserbaidschanischen Rothalbmondgesellschaft. Sie schrieb nicht nur weiterhin Artikel, sondern setzte sich auch für die Rechte von Witwen und Waisen ein.
Nigar Şıxlinskaya starb im August 1931 in Baku. In seinen Erinnerungen schrieb ihr Mann: „Der Tod meiner Frau war ein fataler Schlag für mich. Mit meiner Frau ist alles verloren gegangen - sowohl das Glück als auch die Gesundheit“. Er besuchte ihr Grab jeden Donnerstagabend bis zu seinem Tod. Der General starb 11 Jahre nach dem Tod seiner Frau. Wie in allen seinen vier Testamenten festgehalten, wurde er neben ihr beigesetzt.
Eine Reihe persönlicher Gegenstände und Briefe von Şıxlinki werden im Nationalen Museum für Geschichte Aserbaidschans von AMEA (Aserbaidschanische Nationale Akademie der Wissenschaften) aufbewahrt.